# 風船の歴史
風船の歴史（ふうせんのれきし）では、世界および日本国内における風船・気球・飛行船の普及や開発・普及に伴う歴史的背景について述べる。

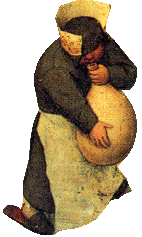
画家ピーテル・ブリューゲルの作品「子供の遊戯」（1560年頃）

## 年表
風船の文化は気球・飛行船の歴史とも関連しているので、気球・飛行船の歴史あるいは航空に関する年表も併せて参照のこと。

### 17世紀以前

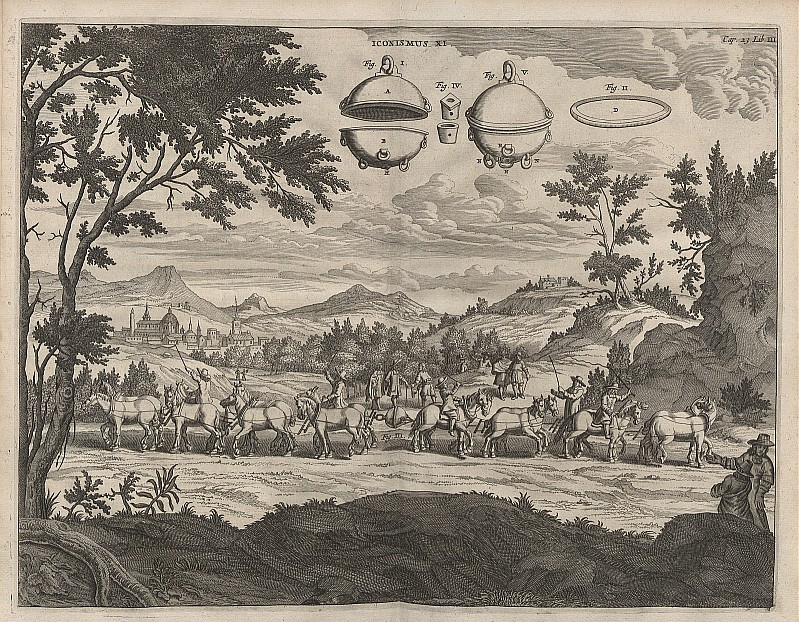
1657年以降複数回行なわれたゲーリケのマクデブルクの半球実験。浮力を持つ真空球のアイディアの元となったとされる。

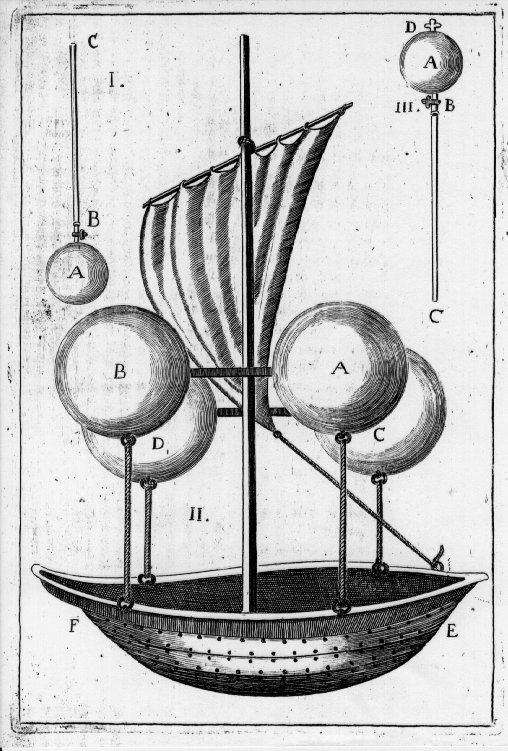
1670年にフランチェスコ・ラナが提唱した真空飛行船の図。

- 紀元前220年頃: ギリシャの数学者アルキメデスが、水中の物体の浮力則のアルキメデスの原理を発見する。
- 3世紀: 諸葛亮（諸葛孔明）が通信手段として無人の熱気球を発明したといわれる。（アジア地域の祝祭に使われる天灯の由来とされる。）
- 1493年: イタリアの探検家・商人のクリストファー・コロンブスが第二次アメリカ航海（〜1496年）に出発。途中でジャマイカの原住民が跳ねる黒い球で遊ぶ光景を目撃。ニーニャ号の船員が球を持ち帰るが、その当時は用途を見いだせなかった。
- 1643年: イタリアの物理学者エヴァンジェリスタ・トリチェリが一端を閉じた約1mのガラス管に水銀を入れ、逆さにするトリチェリの真空実験を行う。
- 1657年 - 1663年: ドイツの物理学者オットー・フォン・ゲーリケがマクデブルクの半球の実験を行う。
- 1662年: アイルランド出身の物理学者ロバート・ボイルが、「温度が一定のとき、理想気体の体積は圧力に反比例する」ことを示したボイルの法則を発表。
- 1670年: イタリアのイエズス会士フランチェスコ・ラナ・デ・テルツィがマクデブルクの半球の実験に刺激され、軽飛行器の「真空飛行船」の可能性を提唱する。

### 18世紀

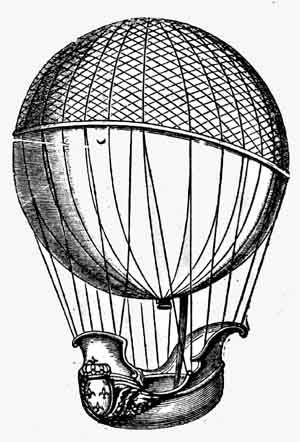
1783年にジャック・シャルルらが搭乗した水素ガス気球。風に乗り空中を漕ぎ歩く船は、日本では空船とも風船とも呼ばれた。

- 1709年: 神父バルトロメウ・デ・グスマンがポルトガルで空中船「パッサローラ」（Passarola）を考案し、燃焼により球体を浮かせる公開実験を行う。
- 1770年: イギリスの化学者・物理学者のヘンリー・キャヴェンディッシュが水素を発見する。
- 1770年: イギリスの化学者のジョゼフ・プリーストリーにより未加硫の生ゴムが鉛筆の字消しの作用を持つことを発見[6]。
- 1775年 - 1783年: アメリカ独立戦争が起き、戦争でフランス軍がスペイン軍に加わりイギリス軍と戦う[1][5]。
- 1782年: イタリア出身の物理学者、自然科学者のティベリオ・カバロ（Tiberius Cavallo）が、水素で紙袋を浮かせることに失敗するも、シャボン玉を浮かせることを確認[9]。
- 1783年: イギリスの化学者・物理学者のヘンリー・キャヴェンディッシュが水素の大量製造方法を発見する[2]。
- 1783年6月5日: フランスのアノネイの製紙業者の息子モンゴルフィエ兄弟が、地元で無人の熱気球[3]を飛ばし成功する[4]。
- 1783年8月27日: ジャック・シャルルとロベール兄弟がフランスの首都パリのシャン・ド・マルス公園（現在のエッフェル塔のある場所）で30万人もの群衆の中でガス気球を飛ばす[5][14]。
- 1783年9月19日: モンゴルフィエ兄弟がヴェルサイユ宮殿で大群衆の中、動物（ニワトリ、アヒル、ヒツジ）を乗せた熱気球を飛ばす[6]。
- 1783年11月21日: モンゴルフィエ兄弟が製作したわらを燃料にした熱気球「グロブ」号[7]に貴族で科学者であり歴史家のジャン=フランソワ・ピラートル・ド・ロジェ[8]とダルランド侯爵が乗り込み有人飛行に成功[9]。
- 1783年12月1日: ジャック・シャルルがロベール兄弟の兄コンビとともにチュイルリー公園で気球に搭乗し、水素ガス気球[10]による有人飛行に成功する[11]。以降ヨーロッパ各国でガス気球が冒険や軍事に用いられるとともに、気球ショー[12]などの民間の気球ブーム[13]が起きる[5]。
- 1784年2月: 日本の江戸・日本橋でオランダの甲比丹ヘンドリック・カスペル・ロンベルフにより昨年有人飛行に成功した空飛ぶ船「リュクトバル」の話題がパリの新聞をもとにオランダ語に訳され日本の蘭学者にもたらされる[10][14]。しかし水素という元素や飛行する詳細な仕組みは約50年後の幕末まで日本には伝わらず、長い間「真空飛行船」説が流布されることになった。
- 1785年1月7日 ジャン＝ピエール・ブランシャールが気球製作のスポンサーとなったアメリカ人科学者ジョン・ジェフリーズと共にドーヴァー海峡（イギリス〜フランス）の横断飛行に成功する[15][14]。
- 1787年: ジャック・シャルルが「気体が一定圧力のもとでは温度に比例し、その体積を増加する」というシャルルの法則を発見。1802年にジョセフ・ルイ・ゲイ＝リュサックにより発表され、気体の一般則のボイル＝シャルルの法則が導き出される。

### 19世紀

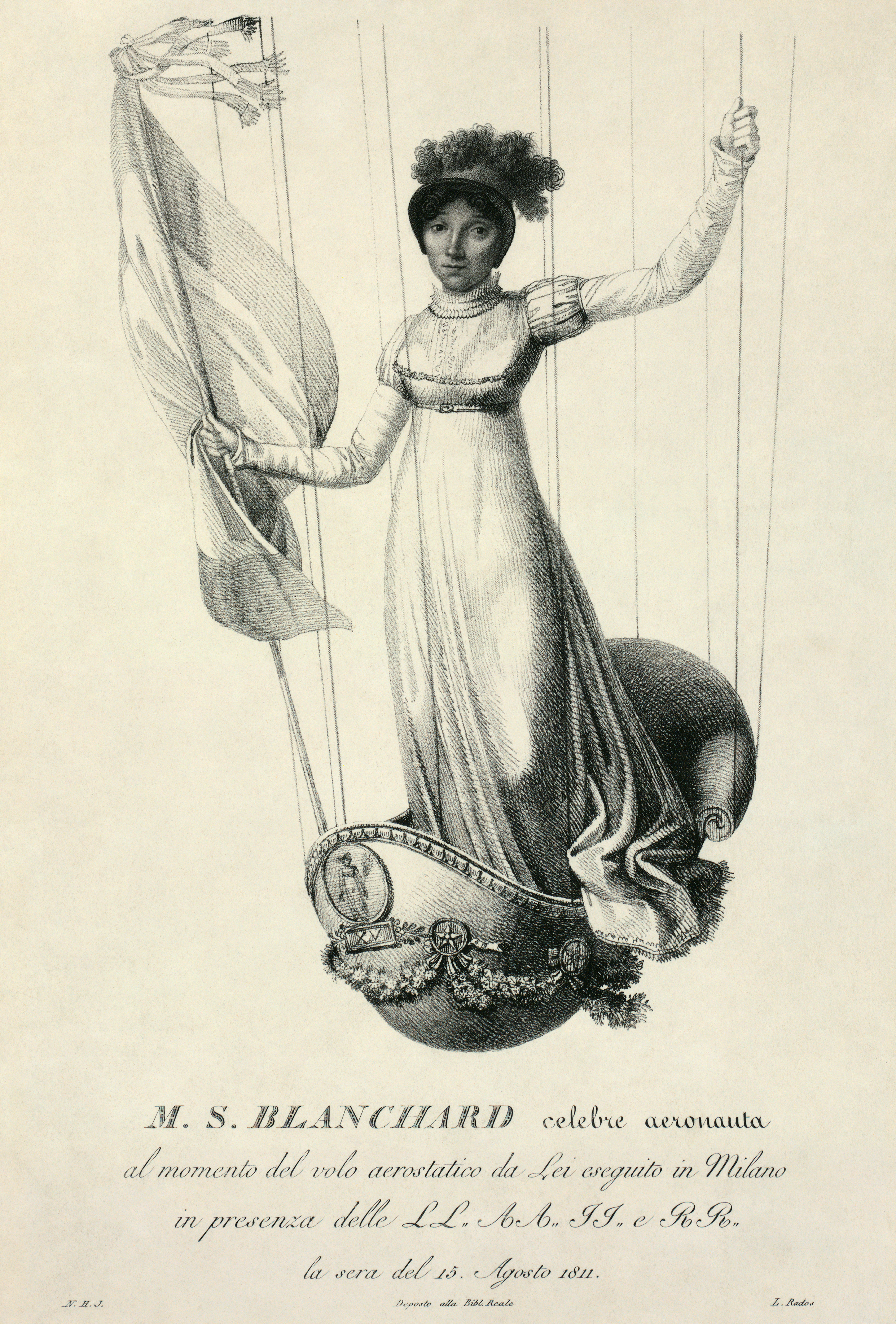
気球ショーマンのソフィー・ブランシャールが1811年にミラノで行なったナポレオンの42歳の誕生日記念飛行の画。気球は見世物の道具としても多く使われたが、時にショーマンが事故で命を落とす悲劇ももたらした。

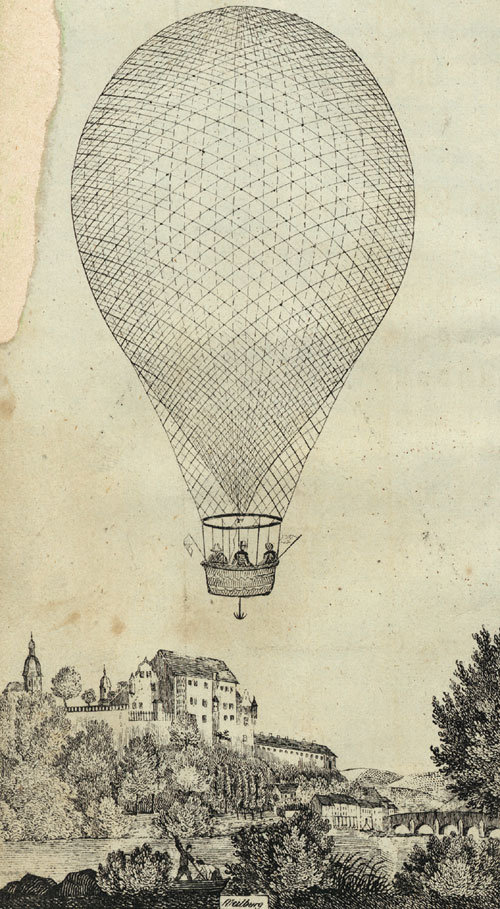
1836年のドイツ、ヴァイルブルクでのイギリス人の気球飛行士チャールズ・グリーンの気球。彼は様々な気球の冒険を行ない、また石炭ガス気球により数多くの一般人の気球遊覧を無事故で行なった。

- 1801年: イギリスの科学者ジョン・ドルトンが、気体分圧の法則のドルトンの法則を発表する。
- 1803年: 帝政ロシアのペテルブルク（現在のサンクトペテルブルク）で仙台藩の漂流民の津太夫らがガス気球の飛翔を見学する。
- 1804年: 帝政ロシアが通商協定を求め、長崎に訪れた第2次遣日使節のニコライ・レザノフらの使節団の団員が紙製の小型の無人熱気球を揚げる。
- 1805年: イギリス人の科学者ガフ（J. Gough）がゴムを断熱的に伸張すると発熱し、圧縮すると冷却する現象「ガフ＝ジュール効果」を発見する。
- 1808年: ジョセフ・ルイ・ゲイ＝リュサックが2種以上の気体の化学反応の基本則の気体反応の法則を発表。
- 1811年: イタリアの化学者アメデオ・アヴォガドロが「同一の圧力、温度、体積の全ての種類の気体には同じ数の分子が含まれる」とする仮説を提案。のちに認められ、アボガドロの法則として知られるようになる。
- 1820年: トマス・ハンコックにより木製の素練機（ゴム用密閉型混練機）が製作され、未加硫の生ゴムによる糸ゴム製造が実用化される[6]。
- 1823年: マッキントッシュにより素練した生ゴム原料による未加硫ゴムで作られた防水布が実用化される。
- 1824年: イギリス人の化学・物理学者マイケル・ファラデーが水素ガスの特性を見る実験のための袋として2枚の未加硫のゴムシートに打ち粉をして貼り合わせたゴム気球を製作。ゴム風船製造の嚆矢とされる。
- 1825年: イギリスのトマス・ハンコック(Thomas Hancock)社により、生ゴム入りボトルとシーリング材入り注射器がセットされた購入者製作型の風船キットが発売。
- 1834年: 日本の宇田川玄真、宇田川榕菴により出版された薬学書「遠西医方名物考　補遺8」に水素が登場[16]。基本元素であり可燃性で気球を浮かせる浮遊ガスであることが記される。
- 1839年: アメリカのチャールズ・グッドイヤーはゴムの加硫法（熱加硫法）を偶然的に発見[6]。（生ゴム製の靴に硫黄・鉛白の混合物が付着したままストーブの側に放置し加熱によりゴムが硬化。）
- 1843年: イギリスのトマス・ハンコックがエボナイトを発明。
- 1846年: イギリスのパークス(Alexander Parkes)により加硫法のひとつである冷加硫法が発見される[17]。固体の生ゴムを揮発油で溶かし、ゴム液に数回浸した型を陰干しし、塩化硫黄などに短時間さらすことにより加熱することなく加硫ができるもので、ゴム風船などの浸漬による薄層製品の製造に有効であったが、製法技術が日本に伝わったのはその約60年後の明治30年代以降である。
- 1847年: イギリス・ロンドンのJ.G.イングラム社により、現在の既製品タイプの最初のゴム風船が製造される。
- 1853年: イギリスのW.Johnsonにより、採取されたゴムラテックスの液の酸性化による凝縮を防ぐためにアンモニアを添加する方法が特許として申請される[18][13]。
- 1858年: フランスのナダールがパリ市街で係留気球による世界初の空中撮影を行った。
- 1860年4月26日: 万延元年遣米使節がアメリカ・フィラデルフィアで気球の飛翔を見学する。
- 1861年: アメリカ国内で南北戦争が起き、主に北軍で偵察目的に気球が用いられる[19]。
- 1868年: 日本の横浜[20]と大阪[21]でゴム風船の販売にまつわる新聞記事が相次いで掲載される。[4][7]
- 1868年: フランスのピエール・ジャンサンとイギリスのノーマン・ロッキャーが日食の輝線スペクトルから未知の元素としてヘリウムの存在を発見。

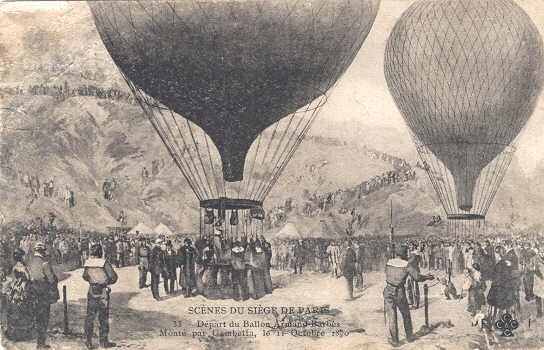
1870年9月以降に普仏戦争で籠城となったパリ市内から飛ばされた有人の郵便気球。

- 1870年 - 1871年: 普仏戦争で包囲されたパリ市内から気球郵便として人と鳩と郵便物を乗せたガス気球が飛ばされた。[22]
- 1872年: 日本でゴム風船が球紙鳶（たまだこ）という名前で流行。
- 1872年: 植物学者のコリンズが数百種のゴムを産出する植物の中でパラゴムノキ(ヘベア・ブラジリエンシス)が最良であるとする報告書をまとめる。
- 1875年春: 旧開成学校製作学教場で教師の市川盛三郎が赤ゴムの小球を作り、水素ガスを満たして飛揚させる。翌年以降露店や縁日で子どもの玩具として流行する[23][4]。
- 1876年: ヘンリー・ウィッカムによりブラジルのアマゾン川流域のパラゴムノキの種子のイギリスへの密輸に成功。従来のブラジルのアマゾンに自生する複数種（インディアラバーなど）の樹液による野生ゴムから、プランテーション化された単一種のパラゴムノキによる天然ゴムへの原料の転換が始まる。
- 1877年5月3日: 工部大学校で軽気球の実験が行われ、空気より軽い気体といわれていた水素、石炭ガス、アルコール蒸気を入れた3つの気球で検分が行われる。
- 1877年: 現在の熊本県・宮崎県・大分県・鹿児島県において士族反乱による西南戦争が起きる[24]。

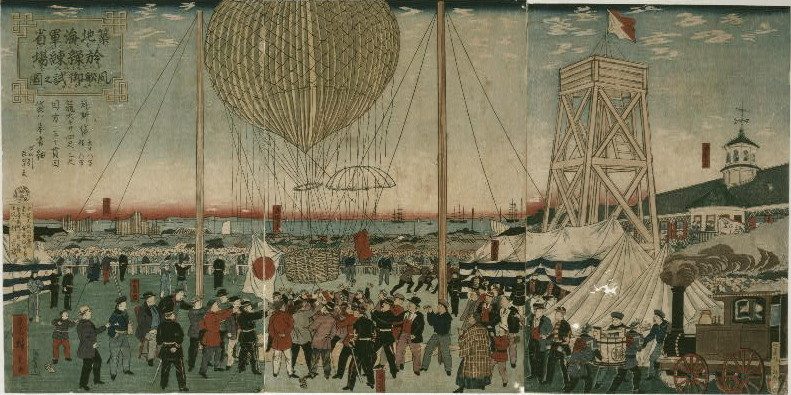
1877年5月に築地海軍操練場で行なわれた風船試揚の図。

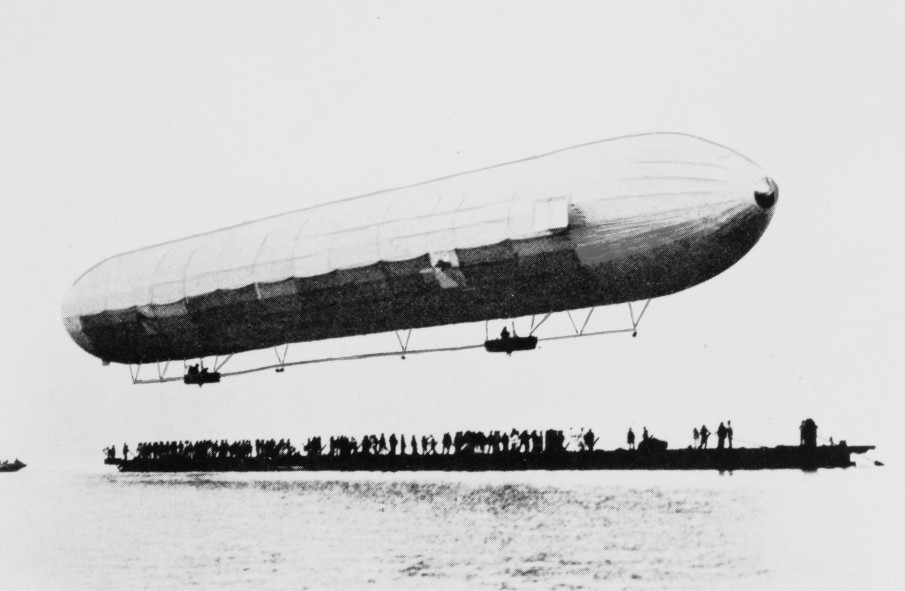
1900年のツェッペリン飛行船の初飛行。

- 1877年5月23日: 工部大学校が製作した2つの気球を東京・築地の海軍兵学校で明治天皇の臨幸の中で気球の飛揚試験を行う。[25]（日本の軍用気球の最初とされる。）
- 1877年12月6日: 島津製作所を創業した 初代の島津源蔵が水素気球を製作し、京都府の仙洞御所で有人飛行が行なわれ成功する。
- 1878年6月10日: 東京・市ヶ谷の陸軍士官学校の開校式で、陸軍士官学校が製作したガス気球[26]の試揚がおこなわれ、有人飛行で上空約100mまで上昇する。
- 1880年: アメリカのダニエル・ラグルス(Daniel Ruggles)が、気球で爆薬を上空高く釣り上げ、遠隔操作で爆発させる人工降雨法を考案。実験を行い発明特許を得る。
- 1886年: 日本で最初のゴム工業会社「三田土ゴム製造株式会社」が創立される[27]。
- 1887年: 明治20年頃、日本で毛笛が流行する。
- 1888年: イギリスでスコットランド人で獣医師のジョン・ボイド・ダンロップが空気入りのタイヤを発明。1890年代にサイクリングブームをヨーロッパとアメリカにもたらす。
- 1890年: イギリス人の興行師、気球商人のパーシヴァル・スペンサー（en:Percival G. Spencer）の風船乗り興業が東京・上野などで開催[28]。同年12月17日にはアメリカの飛行団トーマス・スコット・ボールドウィンの興業も行われ、翌年以降ゴム風船、紙風船（紙手鞠）、熱紙風船、紙製パラシュート玩具や風船かんざしなどの装飾品、文芸[29]などが流行する[4]。
- 1892年: フランスの科学者エルミート（Gustave Hermite）により自記温度計と気圧計を搭載した最初の探測気球の飛揚が行われる[12]。
- 1895年: イギリスのウィリアム・ラムゼー卿によりウラン鉱石からヘリウム単体が取り出される。
- 1896年: ゴム景気で沸き立つブラジル・アマゾンのゴム集積地マナウスに当時は珍しいオペラホールのアマゾナス劇場が完成。しかし1910年代には東南アジアなどのゴムプランテーションによる原料がゴム市場を占めるようになり、マナウスのゴム景気が終息する。
- 1897年: 明治30年頃に日本でドイツ製ゴム風船が流行し、流通量が30万グロスを超えた[4]。一方でこの頃まで国産のゴム風船は加硫法が伝わらず製法技術が未熟なため輸入品と違い、色が黒くゴムの伸びも悪く浮揚ガスを入れても浮きにくい[30]ことから以前より「舶来品は上等」[4]といわれた。
- 1900年7月2日: ドイツとスイスの国境のボーデン湖で、ドイツのツェッペリン型硬式飛行船1号機が初飛行する。

### 20世紀

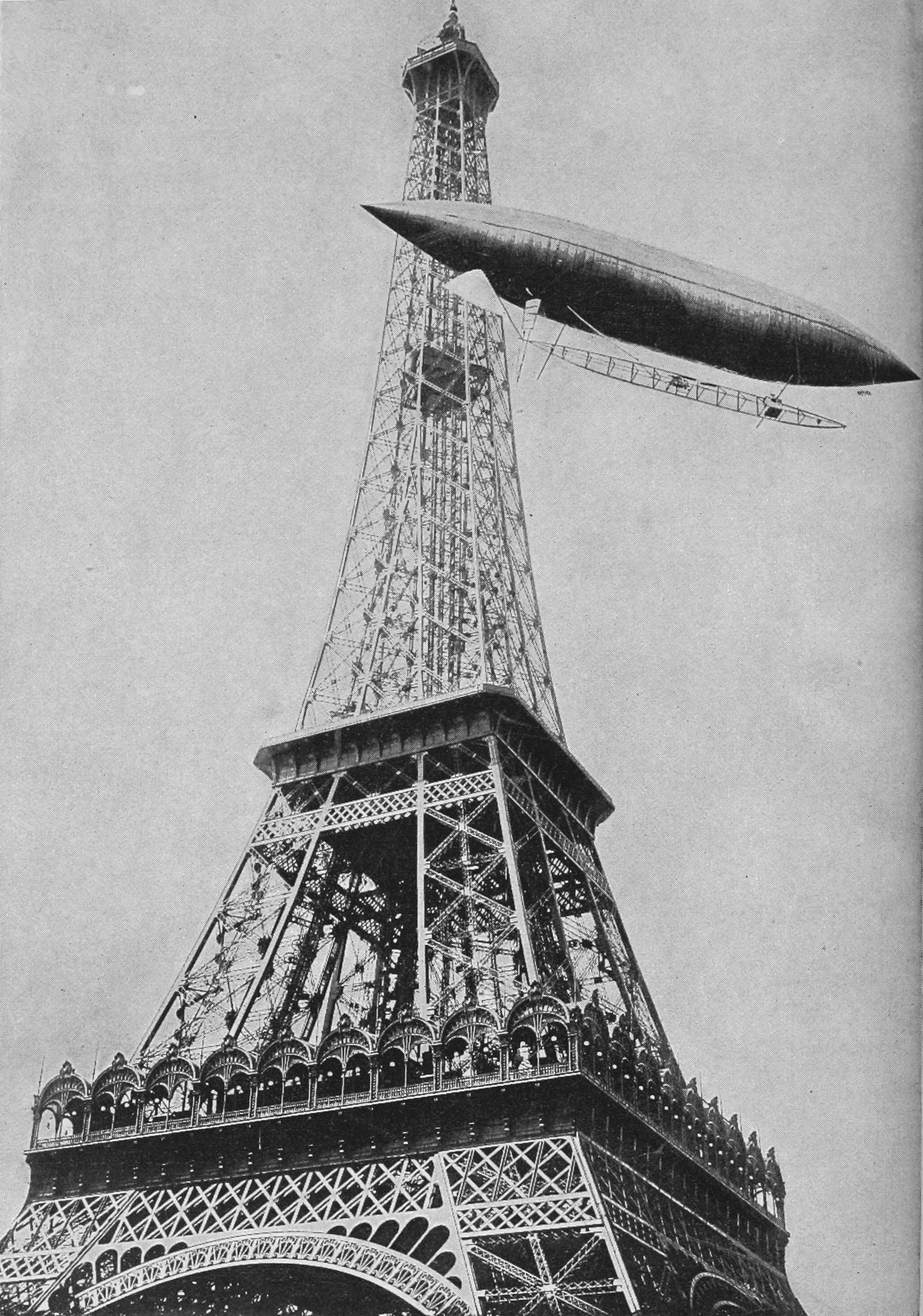
1901年にパリのエッフェル塔の周回飛行に成功するデュモンの飛行船6号。

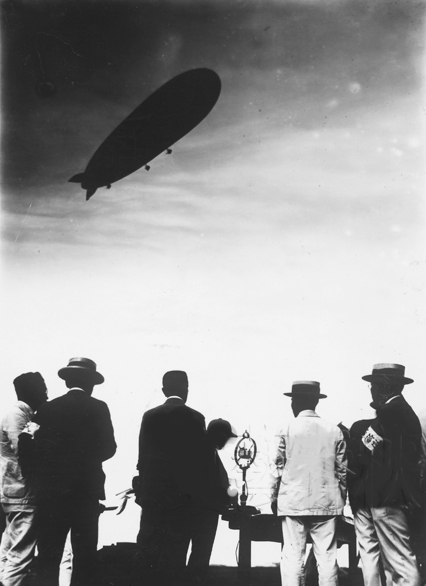
1929年8月に初めての世界一周飛行で日本の霞ヶ浦航空隊基地に来港した飛行船ツェッペリン伯号

- 1901年: ドイツ人の科学者リヒャルト・アスマンがゴム製の気球に観測機材とパラシュートを付けて飛ばし、破裂点まで20000m以上まで上昇したことを確認[12]。
- 1901年11月12日: ブラジル人のアルベルト・サントス・デュモンが製作した飛行船6号機により、フランス・パリのエッフェル塔の周回飛行に成功する。
- 1902年: フランスの気象学者レオン・ティスラン・ド・ボールが探測気球による観測により成層圏を発見する[31]。
- 1904年2月8日 - 9月5日: 朝鮮半島や満州を主戦場に日露戦争が起こる。
- 1905年1月15日: 東京・吾妻橋のサッポロビール構内で旅順陥落記念で旅順攻囲に使用した軍用気球[32]の掲揚会が行われる。
- 1905年: 日露戦争の終結後の戦勝祝いにゴム風船が使われ玩具として一般に普及。大正期以降には俳句の春の季語として「ゴム風船」が登場するようになる。
- 1905年11月: 大阪市外の伊藤護謨風船工場が創立し、ドイツ製ゴム風船をもとにした国産のゴム風船が製造され始める[1][11]。日本国内でもゴム製品の加硫法（冷加硫法）が知られるようになり[33][34][35]、以降日本国内にゴム風船工場が乱立する。
- 1906年: アメリカ人のオーエンスレガー(George Oenslager)がゴム加工品の加熱による加硫時間を短縮させる加硫促進剤を発見し、ゴム産業の大量生産の基礎を確立。以後数多くの加硫促進剤・助剤が開発され、かつては加熱で4〜5時間かかる熱加硫の工程が薬品の添加により現在では数分〜数十分と短縮された[6]。
- 1907年: 日本における無地のゴム風船に文字や絵を彩色する名入りの方法が東京・渋谷の金子佐一郎（金子護謨風船工場）により発明される[4][36]。
- 1908年: オランダのヘイケ・カメルリング・オネスが液体ヘリウムを初めて製造。
- 1910年9月8日: 日本の山田猪三郎[37]により、気嚢が逆三角形の形状をした初の国産飛行船山田式飛行船が初飛行する。
- 1912年: 日本国内のゴム風船の生産量の急増により、初めてゴム風船が海外に輸出される[4]。
- 1912年: 中山太陽堂がアドバルーンを東京・日本橋に揚げる[38]。
- 1914年7月28日 - 1918年11月11日: ヨーロッパ地域が主戦場となった第一次世界大戦が起きる[39]。
- 1917年: 日本国産のゴム風船の輸出が50万グロスに達する一方で、かつては玩具の産地だったドイツは第一次世界大戦の戦場となった[4]。
- 1920年代: 濃縮ラテックスの製造やその運搬保存時の変質防止に関する製法技術がイギリス国内で相次いで開発される（ゴムラテックスの濃度を高める遠心分離法[40]や蒸発法[41]、原料ラテックスに加硫促進剤を添加（前加硫ラテックス）[42]や、クリームラテックス[43]など）[13]。
- 1920年: パラゴムノキのプランテーションによるゴム原料が全体のシェアの89%を占める[5]。

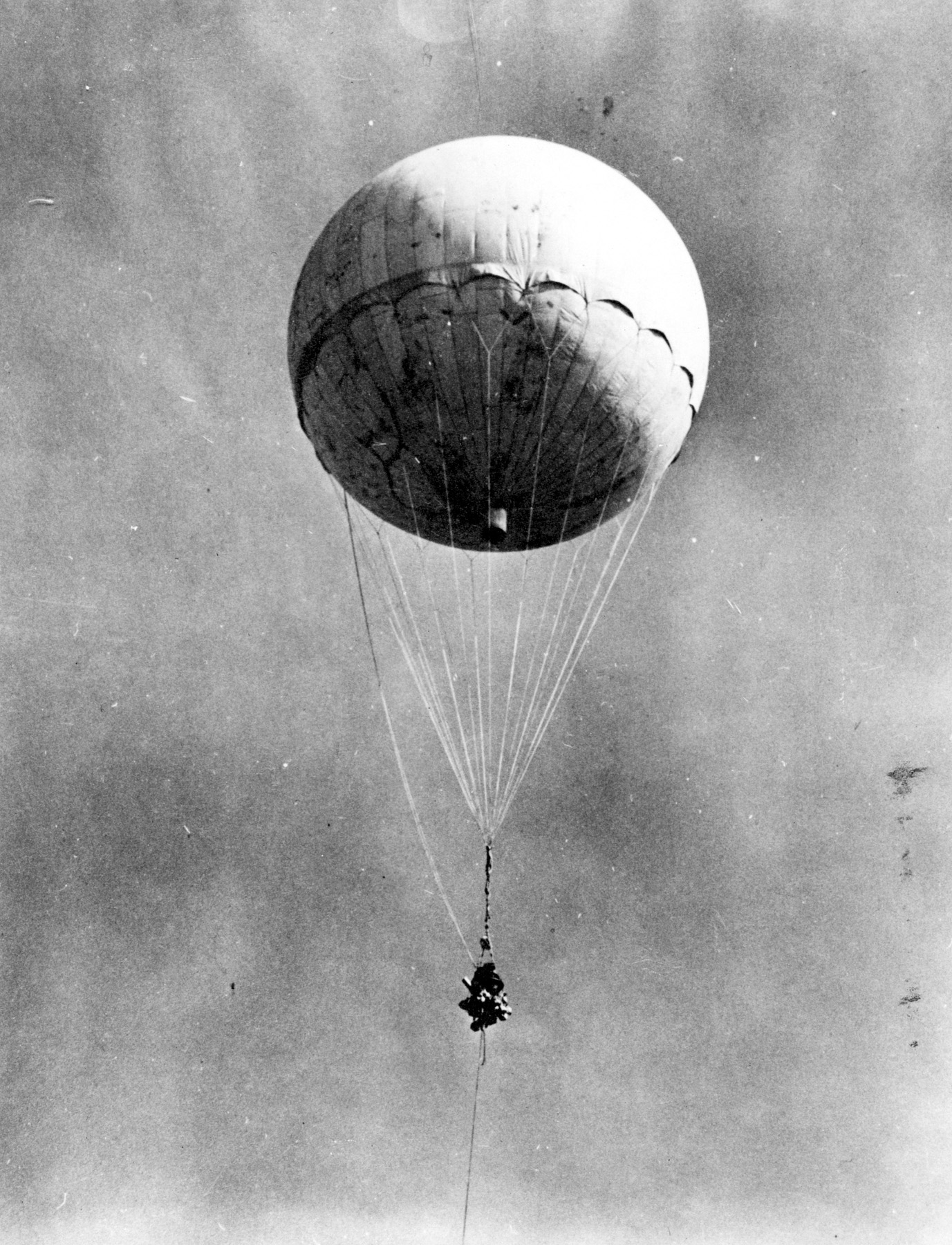
第二次世界大戦で日本が1944年頃からジェット気流に乗せてアメリカに向けて飛ばした風船爆弾。

- 1920年: アメリカのリンデが不燃性浮揚ガスのヘリウムガスの国内の精製プラントを完成[44]。1920年代にヘレン・ワーニー（Helen Warny）という女性が設立した広告会社による5万個もの大規模な風船飛ばしなどのアトラクション[45]や、後に恒例化するメイシーズの巨大バルーンパレードの開催。そして自国飛行船のヘリウム化の呼び水となる。
- 1921年4月: 日本の高層気象台で測風経緯儀による測風気球（パイロットバルーン）観測が始まり、上層気流の風向・風速が観測される[46][47]。この観測で1924年12月2日に上空9000mで秒速72mの高層風を観測[48]し、のちにジェット気流と呼ばれる強風域を確認する。
- 1922年2月21日: イタリアから購入したアメリカ陸軍の半硬式飛行船ローマ号がバージニア州ラングレー空軍基地を離陸時に操縦不能に陥り、基地の端の高圧線に接触し爆発。以後アメリカの飛行船では浮揚ガスに水素を使わなくなる[8]。
- 1923年6月1日: 日本で圧縮瓦斯及液化瓦斯取締法が施行される。（現在の高圧ガス保安法のルーツ）[49]
- 1927年: 1924年に始まったアメリカ・メイシーズの感謝祭パレードに巨大バルーンが初めて登場。
- 1928年: アメリカ・テキサス州アマリロ付近に一大ヘリウム鉱脈を発見。[50]
- 1929年8月19日 - 8月23日: 飛行船ツェッペリン伯号の初の世界一周で日本の霞ヶ浦に寄港。日本国内に飛行船ブームが起きる。
- 1929年: フランスの科学者ビュロー（Robert Bureau）がアネロイド気圧計とバイメタル温度計により上空の観測結果を送信機を介し随時電波で送信するラジオゾンデを開発[12]。
- 1930年: パラゴムノキのプランテーションによる天然ゴム原料が主流となりゴム風船の大量生産に弾みがつく一方、野生ゴムの原料が市場から姿を消す[5]。
- 1931年: アメリカのニール・ティロットソン(Neil Tillotson)が従来の生ゴムではない天然ゴムラテックスを原料に、猫の耳をかたどり猫顔を印刷したゴム風船(cat balloon)を15グロス(約2000個)製造し、マサチューセッツ州ボストンの愛国者の日に販売。
- 1933年: フランスよりヨーヨのブームが到来。10銭(現在でいう1万円前後)と高価だったため、まもなく代用品としてゴム製水ヨーヨーが1銭で発売。
- 1934年: 日本でゴム風船の海外への輸出が激増[51]。
- 1935年: ゴム原料の濃縮ラテックスが日本に輸入され始める。[52]
- 1937年5月6日: ドイツの巨大飛行船ヒンデンブルク号がアメリカ・レイクハースト海軍航空基地で着陸直前に爆発炎上[53]。
- 1937年7月7日: 盧溝橋事件をきっかけに日中戦争が開戦。のちの日本海軍による真珠湾攻撃により第二次世界大戦に発展する。
- 1938年: 日本国内で数多くの日用ゴム製品の製造が禁止される[54]。一方で日本軍の要請によりゴム製のコンドームが製造されたが、戦後の混乱の中で子どもの風船玩具として文房具店に50万個、玩具店に10万個が出回り問題となる[4][55]。
- 1939年: 日本でアドバルーン広告が禁止される。
- 1941年12月8日: 日本海軍がアメリカ自治領ハワイへの真珠湾攻撃により、第二次世界大戦に参戦する。また日本海軍はマレー半島北端にも同時に奇襲上陸してイギリス軍を追い込んだのち、日本はマレー半島の天然ゴム資源を確保する[56]。
- 1943年: 第二次世界大戦下の日本でゴム統制会が設置される[57]。
- 1944年: 日本から主にアメリカに向けて風船爆弾が飛ばされ、約1割がアメリカ本土に到達したとみられる。のちにアメリカはこの兵器を通して上空のジェット気流の存在を把握する。
- 1945年8月15日: 昭和天皇の意向により日本は全日本軍の無条件降伏を定めたポツダム宣言を受諾し、第二次世界大戦が終戦をむかえ、日本の主権が連合国軍最高司令官総司令部（GHQ）の管理下に置かれる。
- 1949年: 日本のゴム統制会が解散。ゴム風船の製造が再開されブームとなる。
- 1949年: アドバルーン広告が再開される。
- 1952年4月28日: GHQの占領が終わり、日本の主権が回復する。

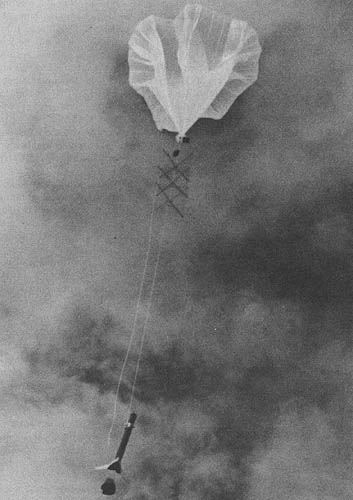
ロックーンは気球で上空まで引き上げて発射するロケットで、日本でも1956年から実験が行なわれた。

- 1952年: アメリカの物理学者のジェームズ・ヴァン・アレンらが小型高性能ロケットを高高度気球で引き上げてから発射するロックーンによる打ち上げを始める。
- 1952年: 日本で初めてのヘリウム液化機が東北大学金属材料研究所（当時の金属材料研究所低温室）に導入され、日本の極低温研究の先駆けとなった。
- 1953年1月28日: 銀座チョコレートショップ爆発火災 - 風船に充填する水素に何らかの火が引火し爆発。死者1名、重軽傷者78名。
- 1955年 - 1973年: 日本で戦後の高度経済成長が起きる。
- 1957年8月19日: アメリカのプロジェクト・マンハイの第2回実験でアメリカ空軍の医療士官デヴィッド・シモンズ(David Simons)がミネソタ州クロスビーから高高度気球で30942m（101516フィート）まで上昇。約32時間飛行を続け、翌日サウスダゴダ州フレデリックに着陸した。

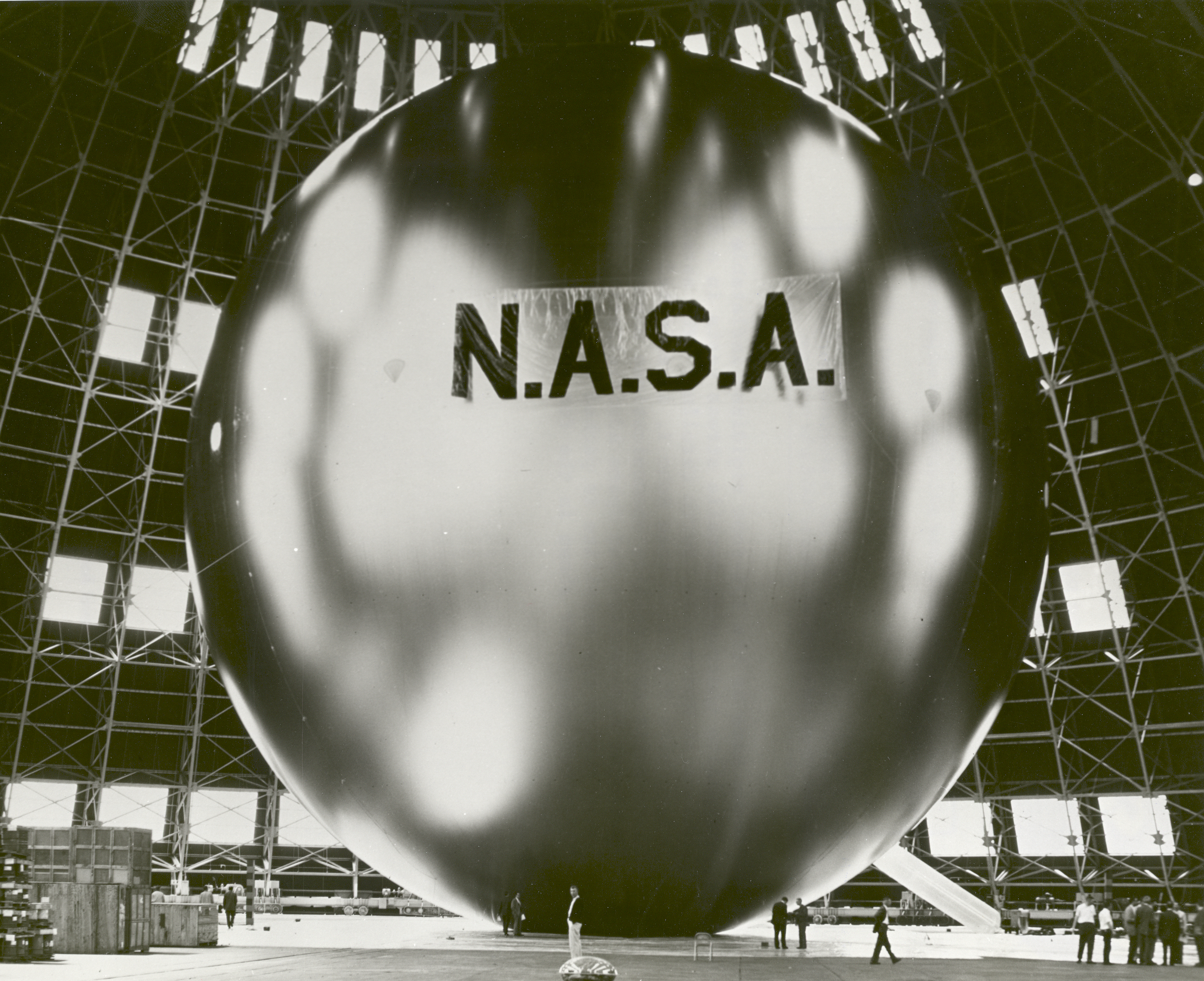
アメリカの風船衛星エコーは1960年と1964年の2回打上げられた。（写真はアメリカ・ノースカロライナの気球格納庫で引張応力試験を受けるエコー2号）

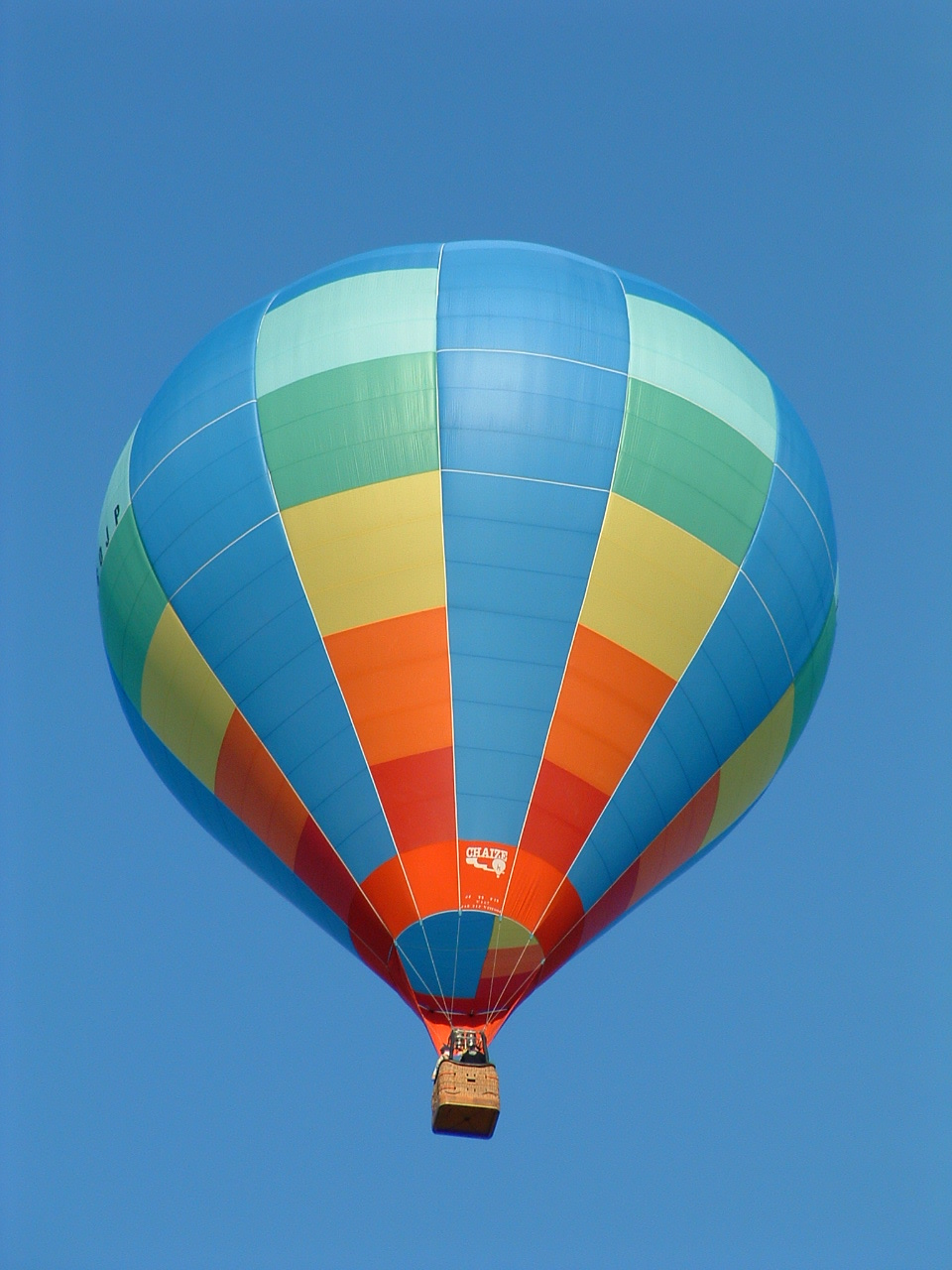
レジャー用熱気球は日本では1970年代以降、スカイスポーツとして普及したが、強度と耐熱性を持つナイロン素材が開発され、熱気球の球皮に用いられるようになったことも普及の一因となった。

- 1960年: アメリカ航空宇宙局で薄膜の金属がコーティングされたマイラーポリエステルフィルムでできた受動型通信衛星である巨大な風船衛星エコーが打上げられる。
- 1962年: 日本の産業ガス商社の巴商会がアメリカ最大のヘリウムメーカーであるエアコウ社よりヘリウムガスを輸入し販売開始。2年後には液体ヘリウムを関東地区で初めて販売し、全国需要の50%を占める。
- 1964年10月10日 - 10月24日: 東京都で東京オリンピック（第17回夏季オリンピック）を開催。1万個のゴム風船が飛ばされる。
- 1968年9月1日: 日本で戦後初めての民間の飛行船「キドカラー号」が飛行を始める[58]。
- 1969年9月27日: 日本の北海道でイカロス昇天グループと北海道大学探検部により熱気球のイカロス5号の有人飛行が成功。以後日本国内で熱気球がスカイスポーツとして普及する。
- 1970年3月14日 - 9月13日: アジア地区で初開催の国際博覧会「日本万国博覧会（大阪万博、EXPO'70）」が大阪府吹田市で開催され、600発の花火とともに3万個のゴム風船が飛ばされる。
- 1972年2月3日 - 2月13日: 北海道札幌市で札幌オリンピック（第11回冬季オリンピック）を開催。1万5千個のゴム風船が飛ばされる。
- 1981年3月20日 - 9月15日: 兵庫県神戸市で、神戸ポートアイランド博覧会（ポートピア'81）が開催。以後日本各地で地方博覧会が開催される。
- 1984年11月3日: 東京新宿副都心で企業イベントでギネスブックの記録更新目的[59]で38万4800個の風船飛ばしが行われる。
- 1985年: 広島東洋カープのジェット風船飛ばしによる応援を開始。のちに他球団の応援にも波及。
- 1986年9月27日: アメリカ・オハイオ州クリーブランドで企業によるギネスブックの記録更新目的で142万9643個の風船飛ばしが行われる。
- 1987年11月1日: 岡山県倉敷市の祭りのイベントで、風船飛ばし用の水素入りゴム風船が爆発[60]。
- 1988年: 日本国内でヘリウムガスに呼吸用酸素を配合した変声ガス玩具「ダックス・ボイス」が発売される。
- 1990年: 日本国内で民間の環境意識の高まりから風船飛ばしの反対運動が起きる。[61]
- 1991年: 風船飛ばしに配慮した紙などを原料とする環境風船が各社から発売。
- 1992年11月23日: 日本の鈴木嘉和が、琵琶湖湖畔から大量のヘリウム入り係留気球を多数つけたゴンドラ「ファンタジー号」に乗り太平洋横断に出発する。
- 1995年: 杉浦エミリーにより、日本初のバルーンアートスクールが開催される。
- 1998年2月7日: 長野県長野市で長野オリンピックを開催。1998個の生分解ポリオレフィン製のハト風船（環境風船）を飛ばす。

### 21世紀
- 2002年3月: ヘリウムガスを浮揚ガスに利用した玩具「ラジコン飛行船」（タカラ）が発売される。
- 2004年: 日本飛行船が半硬式飛行船ツェッペリンNTを購入。翌年日本国内で愛知万博の宣伝に使われる。
- 2007年10月25日: 茨城県内の高校の文化祭の準備中に生徒が風船用ヘリウムガスの入った袋を頭からかぶり酸欠事故が起きる。[62]
- 2008年4月20日: ブラジルのアデリール・アントニオ・デ・カルリ神父がブラジル南部の港町パラナグアから1000個のヘリウム入りゴム風船で飛び立つ[63]。
- 2009年: 世界的な新型インフルエンザの蔓延の影響により、日本でプロ野球の球場内でのジェット風船での応援が自粛される。（翌年再開される。）
- 2009年10月15日: アメリカ・コロラド州で子供がUFO気球に飛ばされたとするコロラド気球事件が起きる。（のちに自作自演の事件と発覚。）

## 風船の語彙の変遷

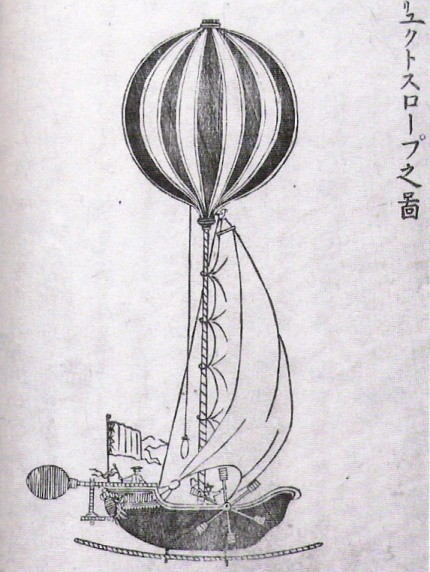
1787年に蘭学者の森島中良らにより刊行された紅毛雑話に収められているリユクトスロープの図。同様の図は林子平が1787年以降に逐次刊行された海国兵談の理囿古突悉吉不（リユクトキシツフ）の図にもみられる。

日本では「風船」の言葉の意味が時代とともに大きな変遷を遂げている。
- 1783年12月1日: ジャック・シャルルがロベール兄弟のとともに水素ガス気球による有人飛行に成功。
- 1784年以降 日本の蘭学者に乗用のガス気球の話題がオランダ語で紹介・翻訳され、のちに日本の蘭学者や国防論者により語彙が空船、気船などとともに風船として紹介される。

```
* Luchtbal(Luchtballon)・リユクトバル - Lucht（気）+ Ballon（球）
* Luchtsloep・リユクトスロープ - Lucht（気）+ Sloep（小舟）
* Luchtschip・リユクトキシツプ - Lucht（気） + Schip（帆船）
```

- 明治初期: 風船は乗用のガス気球を意味する軽気球の俗語とされる。ゴム風船は球凧・球紙鳶（たまだこ）や風船玉などといわれた。
- 1890年 :スペンサーの風船乗り興業で風船ブーム。風船グッズとして 紙製のパラシュート玩具が紙風船、丸い球状の紙風船は紙手鞠として販売された。
- 1922年1月21日: 日本海軍が航空機を飛行機・航空船・気球の3種類と制定。風船が乗用のガス気球の意味として使われなくなる。
- 1929年: 巖谷小波のゴム風船を沢山付けた子供が冒険する創作童話「風船玉旅行」が流行して以降、風船は風船玉とともに主に玩具のゴム風船をさす言葉となる。
- 1970年代: 日本で熱気球ブームが起き、熱気球が俗に風船と飛ばれたり、バルーンパイロットが風船野郎と呼ばれるようになる。